# حفظ الحياة (طب)
حفظ الحياة في الطب هو مصطلح واسع النطاق ينطبق على أي علاج يُستخدم للحفاظ على حياة أحد المرضى عندما يكون مريضًا أو مصابًا، كجزء من طب العناية المركزة. وهناك العديد من العلاجات والتقنيات التي يمكن استخدامها من قِبل الأطباء لتحقيق هدف الحفاظ على الحياة. وفيما يلي بعض الأمثلة:
- أنبوب الإطعام
- التغذية الكاملة بالحقن
- التهوية الميكانيكية
- المجارة القلبية/الرئوية
- قسطرة بولية
- غسيل الكلى
- الإنعاش القلبي الرئوي
- إزالة الرجفان
- جهاز تنظيم ضربات القلب الاصطناعي

ويتم تطبيق هذه التقنيات على نحو أكثر شيوعًا في قسم الطوارئ ووحدة العناية المركزة وغرف العمليات. ونظرًا لأن العديد من تقنيات حفظ الحياة قد شهدت تحسنًا وتطورًا، يتم استخدامها بشكل متزايد خارج بيئة المستشفيات. على سبيل المثال، يتم عادة تخريج المريض الذي يحتاج جهاز تنفس صناعي من المستشفى ليذهب إلى منزله مع هذه الأجهزة. وثمّ مثال آخر وهو انتشار وجود مزيل الرجفان الخارجي الأوتوماتيكي في الأماكن العامة التي تسمح لعامة الناس بتقديم حفظ الحياة في بيئة ما قبل دخول المستشفى.
وتتوقف الأهداف النهائية لحفظ الحياة على وضع المريض المحدد. ويُستخدم عادة حفظ الحياة للحفاظ على الحياة أثناء التعامل مع الإصابة أو المرض الكامن أو التقييم للتشخيص. ويمكن أيضًا استخدام تقنيات حفظ الحياة إلى أجل غير مسمى إذا تعذر علاج الحالة الطبية ولكن مع توقع الحصول على نوعية حياة معقولة.

## معرض صور

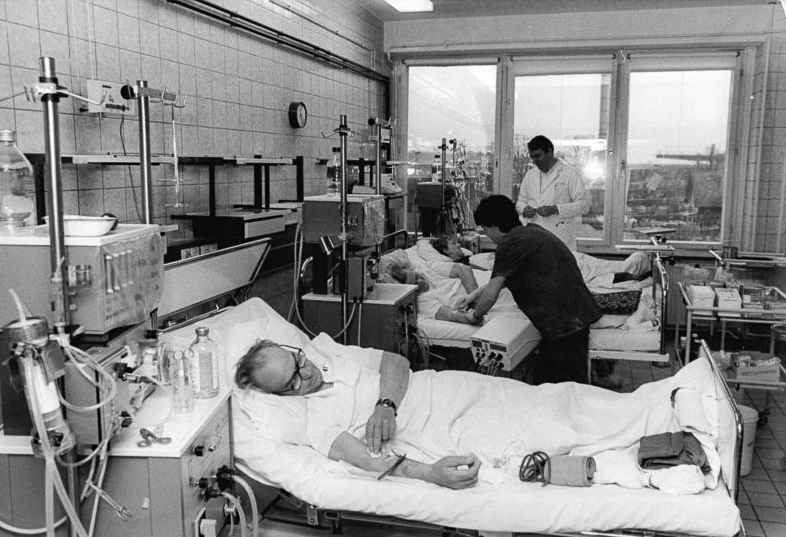
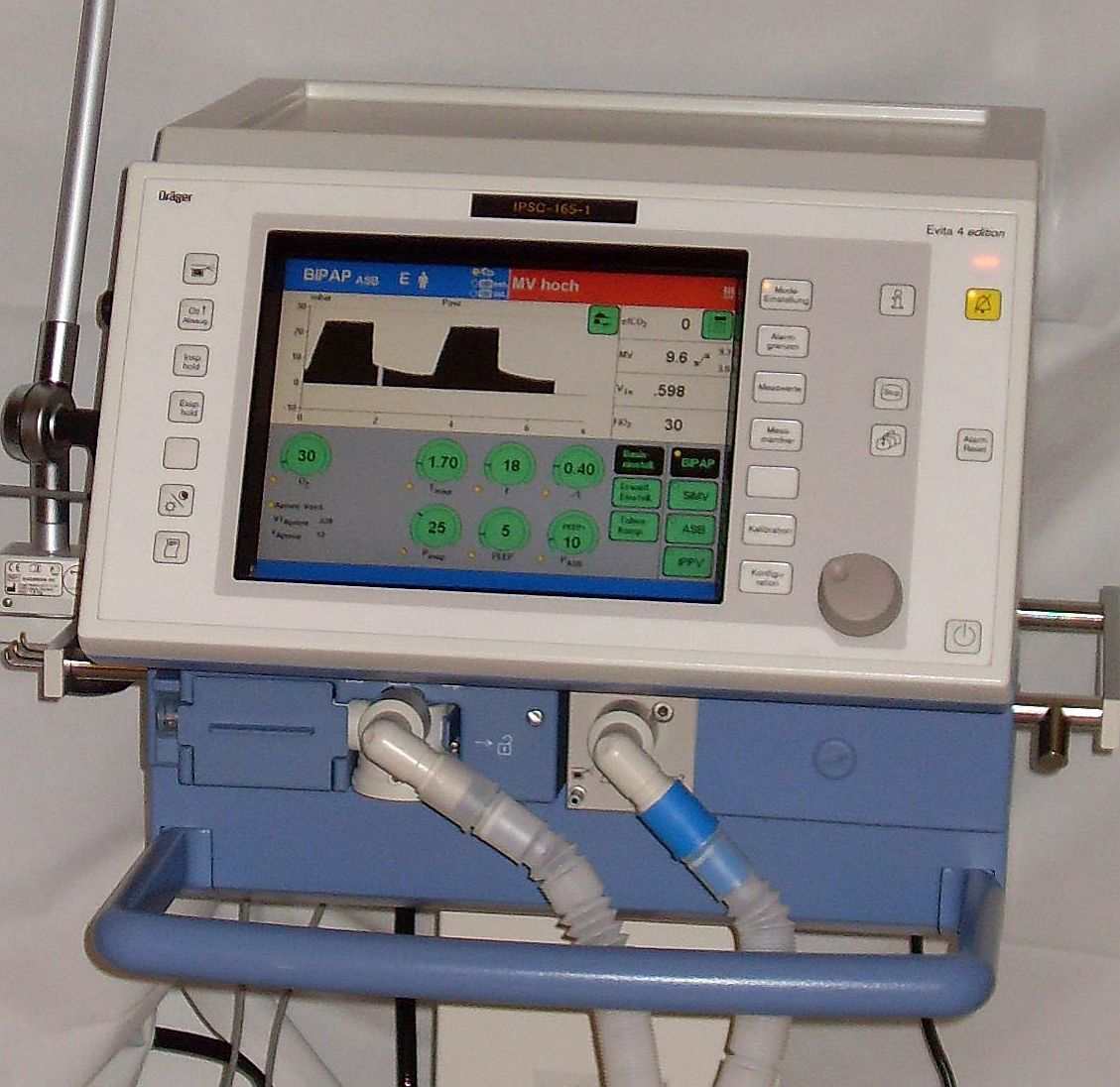
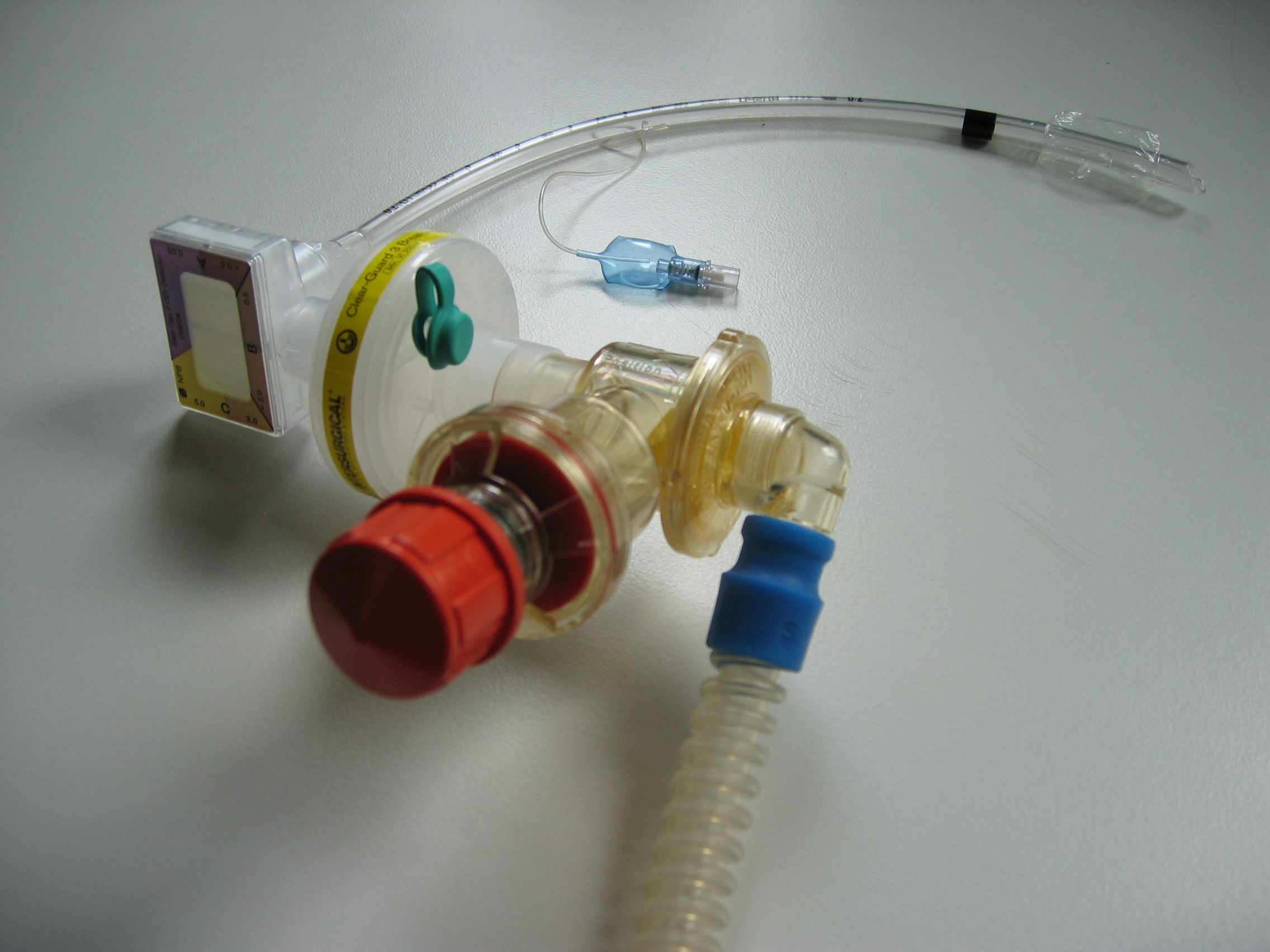
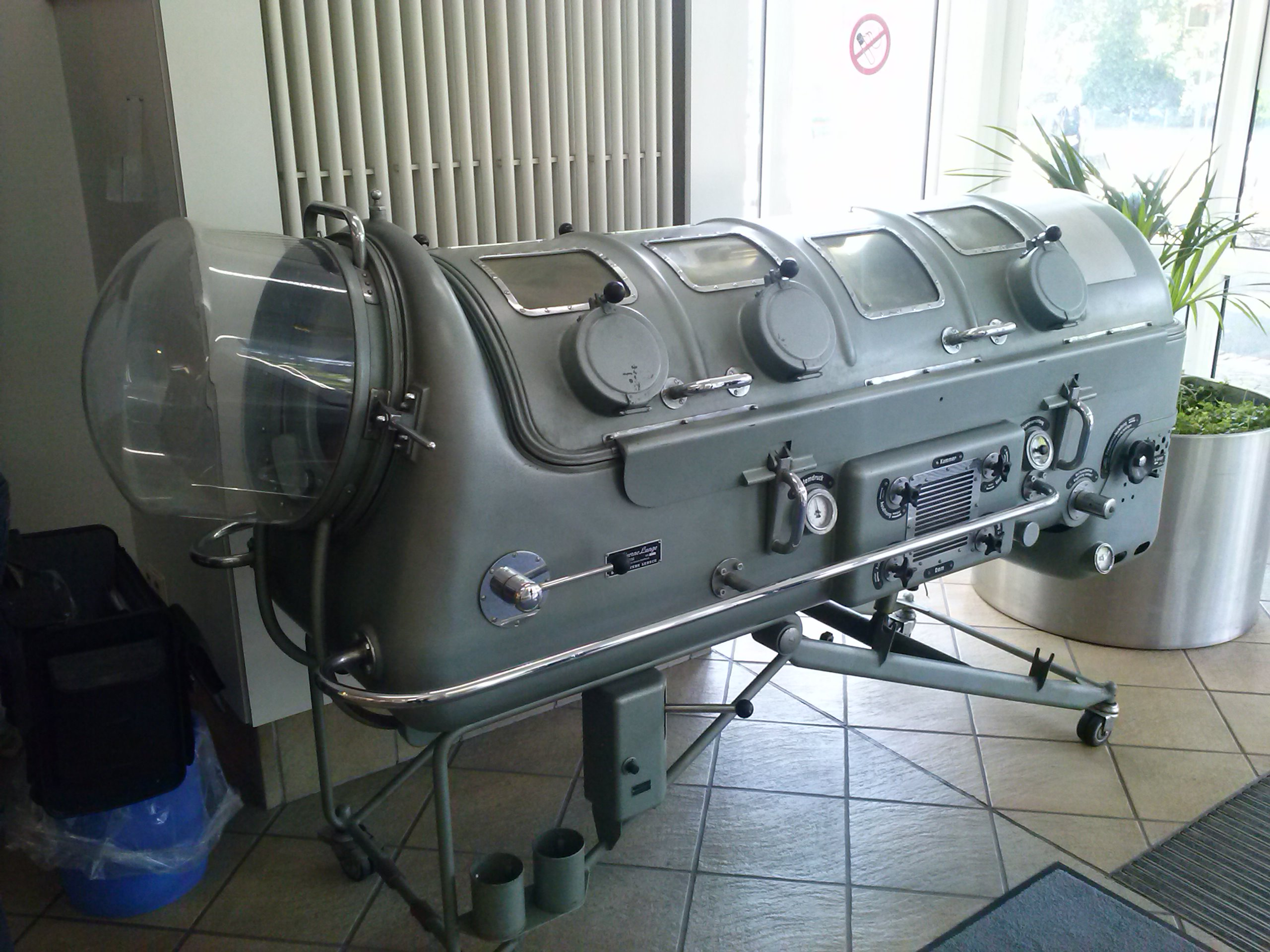
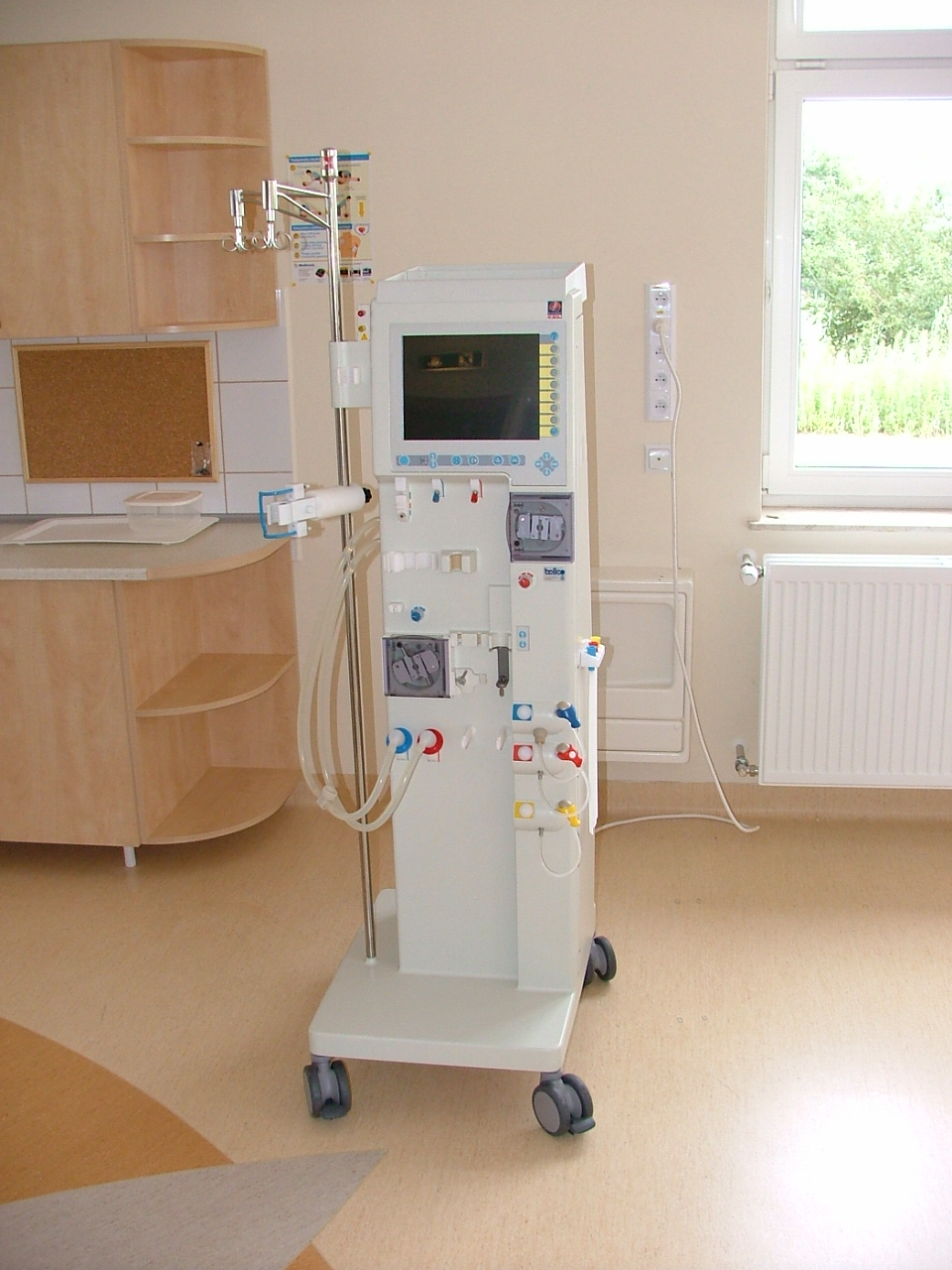